# 许西连
许西连（1905年—1979年4月26日），安徽省萧县丁里镇许堂村人，第五届全国政协委员、第四届河南省政协常委。

## 生平
出身雇工家庭。
1938年5月萧县沦陷后，与李忠道(李砥平)组织联庄会攻打萧县县城，任攻城总指挥。1945年日本投降后，指挥萧县总队配合主力部队拔掉曲里铺（今属马井镇）、陶楼、孤山（今属白土镇）、萧城等10余处日伪据点。
1949年初淮海战役胜利后，与王光宇、冯蕴言到徐州找粟裕等，向华东军区和野战军和山东省、江苏省募捐了大批骡马、车辆和衣物救淮海战役主战场的豫皖苏三分区灾民。仅萧县154个村庄24600余间房屋被毁，群众死850人，伤690多人，失踪272人，损失牲畜3900多头，专署与县政府成立救灾委员会，萧县发放灾民安家粮1000多万斤，耕牛贷粮300多万斤。
1949年初，经李时庄、朱振东介绍，豫皖苏三地委批准加入中国共产党。
1949年12月，新中国第一次全国农业生产会议上，周恩来总理等中央领导同志听取了河南省农业厅厅长许西连和豫皖苏行政公署农垦学校校长崔玉华两位代表就黄泛区复兴问题所作的大会发发言及书面报告，对黄泛区复兴工作高度重视，立即指示组建高规格的黄泛区复兴委员会，尽最大努力搞好黄泛区的救灾与复兴工作。1950年2月，“中央黄泛区复兴委员会”成立，中央财经委主任、政务院副总理陈云兼任主任，成员有财政部部长薄一波、水利部部长傅作义、内务部部长谢觉哉、农业部部长李书城、卫生部部长李德全等。随后，农业部长李书城亲赴黄泛区了解救灾情况。
1960年2月－1966年任中国农学会第二届理事会常务理事。
文革结束后，任河南省直属机关干部休养所党组副书记。因心脏病在郑州病逝。